# Joan Cusack
Joan Mary Cusack (/ˈkjuːsæk/; sinh ngày 11/10/1962) là nữ diễn viên người Mỹ. Bà từng nhận được các đề cử giải Oscar ở hạng mục nữ diễn viên phụ xuất sắc nhất cho diễn xuất trong các phim Working Girl (1988) và In & Out (1997). Bà cũng lồng tiếng cho vai Jessie trong sê-ri hoạt hình Toy Story.

## Thời thơ ấu
Cusack sinh ngày 11 tháng 10 năm 1962 ở New York và lớn lên ở Evanston, Illinois. Mẹ bà, Ann Paula "Nancy" (nhũ danh: Carolan), là một giáo viên toán và nhà hoạt động chính trị. Cha bà, Dick Cusack (1925–2003), là một nhà làm phim; chị gái bà, Ann (sinh 1961) và em trai bà John (sinh 1966), cũng là diễn viên. Cusack từng theo học Đại học Wisconsin–Madison (1984).